# Коструба афганська
Костру́ба афганська (Mycerobas icterioides) — вид горобцеподібних птахів родини в'юркових (Fringillidae). Мешкає в Азії.

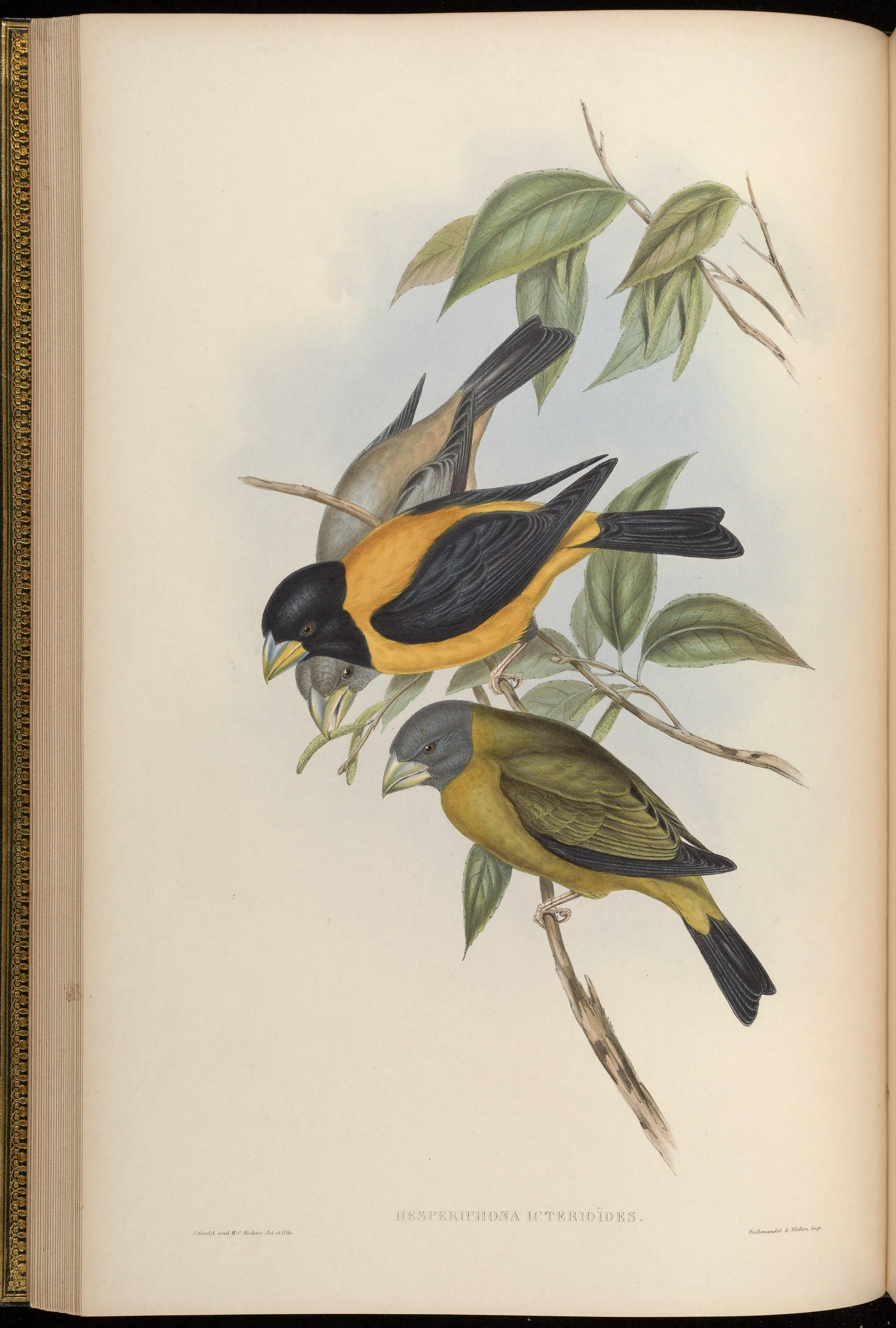
Пара пекторалових коструб (малюнок Джона Гульда)

## Опис
Довжина птаха становить 23 см. Виду притаманний статевий диморфізм. Обличчя, горло, крила і хвіст самця чорні, решта тіла яскраво-жовта. Самиця має непримітне забарвлення: її голова і спина темно-сірі, верхні покрині пера хвоста рудувато-коричневі, рульові пера на крилах чорні, груди сіро-коричневі, нижня частина тіла коричнювата.

## Поширення і екологія
Афганські коструби мешкають на північному сході Афганістану, на півночі Пакистану, на північному заході Індіі та в Непалі. Вони живуть в хвойних і широколистних лісах на висоті від 1800 до 3500 м над рівнем моря. Взимку вони мігрують в долини.

## Раціон
Афганські коструби харчуються ягодами і насінням, доповнюють раціон безхребетними.

## Розмноження
Сезон розмноження триває з квітня по липень. Гніздо чашоподібне, розміщується на хвойному дереві, на висоті 3-18 м над землею. В кладці 2-3 зеленуватих яйця, поцяткованих темними плямками.